# فيلقية
الفيلقية (الاسم العلمي: Legionella) هي جنس من البكتيريا سالبة غرام تتبع من رتبة الفيلقيات. وأنواع (الفيلقية المستروحة) هذه البكتريا تسبب داء الفيالقة وأخرى (فيلقية لونغ بيتش) تسبب حُمَّى بونتياك.
تنتشر بكتيريا الفيلقية في المياه الراكدة، كما تنتشر في صنابير البيوت ودش الاستحمام إذا غاب السكان عن البيت طويلا (مثل السفر لمدة أطول من 3 أيام) . لهذا وجب تسريب المياه الراكدة في أنابيب الصنابير ودش الاستحمام بمجرد عودة العائلة من السفر وعدم استخدام تلك المياه. من الخطر على صحة الأنسان أن يستحم بهذا الماء الراكد في أنابيب المياه لأن تلك البكتريا الخطرة تدخل إلى رئتيه وتصيبه بمرض وحمى خطيرين.
يجب تصريف مياه صنابير المياه ودش الحمام كل 72 ساعة على الأكثر لتفادي الإصابة بـ داء الفيالقة.